# Trejgle
Trejgle [ˈtrɛi̯ɡlɛ] est une localité polonaise de la gmina de Krynki dans le powiat de Sokółka et dans la voïvodie de Podlachie. Elle se situe à environ 5 kilomètres au sud de Krynki, à 28 kilomètres au sud-est de Sokółka et à 44 kilomètres à l'est de Białystok. 